# Diaphania exclusalis
Diaphania exclusalis is een vlinder uit de familie van de grasmotten (Crambidae), uit de onderfamilie van de Spilomelinae. De wetenschappelijke naam van deze soort is voor het eerst voorgesteld als Phakellura exclusalis door Francis Walker in een publicatie uit 1866.
De voorvleugellengte varieert bij het mannetje van 12,5 tot 14 millimeter en bij het vrouwtje van 12,1 tot 14  millimeter.

## Verspreiding
De soort komt voor in Mexico, Honduras, Nicaragua, Costa Rica, Panama, Colombia, Venezuela en Ecuador.